# Malik Bahloul
Pour les articles homonymes, voir Bahloul.
Malik Bahloul (né le 3 mars 1981 à Bezons) était un athlète français, spécialiste des courses de fond.

## Biographie
En catégorie junior, Malik Bahloul se classe 12e en individuel et deuxième par équipe des championnats d'Europe de cross-country 1999. L'année suivante, il termine 35e des championnats du monde de cross 2000. 
En 2006, il se classe 31e de l'épreuve individuelle senior des championnats d'Europe de cross.
Il est sacré champion de France du 5 000 mètres en 2007.